# Ibrahim Georges Gaston d'Armagnac
 (mars 2012).
Ibrahim Georges Gaston d'Armagnac était un général de division français.

## Biographie

### Grades
- 1er mars 1898 : général de brigade.
- 30 décembre 1907 : général de division.

### Décorations
- Légion d'honneur: Chevalier (19 janvier 1871), Officier (19 septembre 1892), Commandeur (29 décembre 1903), Grand Officier (11 juillet 1909)
- Médaille Commémorative de la Guerre 70-71
- Médaille coloniale avec agrafe Algérie

### Postes
- 01/03/1898-30/12/1902: commandant de la 3e brigade d'infanterie et des subdivisions de région d'Arras et de Béthune.
- 30/12/1902-09/04/1903: en disponibilité.
- 09/0419/03-09/05/1906: commandant de la  36e Division d'Infanterie et des subdivisions de région de Mont-de-Marsan, de Bayonne, de Pau et de Tarbes.
- 09/05/1906-09/05/1909: commandant du  8e Corps d'Armée
- 09/05/1909-23/09/1909: en disponibilité.
- 23/09/1909-06/10/1910: président du Comité technique de l'Infanterie.
- 06/10/1910: placé dans la section de réserve